# Arulaid
Arulaid, auch Aru saar ist eine unbewohnte Insel, 90 Meter von der größten estnischen Insel Saaremaa entfernt. Die Insel liegt in der Landgemeinde Saaremaa im Kreis Saare. Sie liegt in der Bucht Udriku laht im Kahtla-Kübassaare hoiuala.
Arulaid ist 410 Meter lang und 100 Meter breit.